# Cypripedium formosanum
Cypripedium formosanum é uma espécie de orquídea terrestre, família Orchidaceae, que habita a Tailândia.